# Sint-Niklaaskerk (Perast)
De Sint-Niklaaskerk is de grootste kerk in de oude stad Perast bij de Baai van Kotor in Montenegro. De kerk is gelegen aan het centrale plein en beschikt over een grote klokkentoren. De apsis is naar het zuidoosten gericht.

## Geschiedenis
De kerk verkreeg haar huidige uiterlijk in 1616, vermoedelijk na het uitbouwen van een vroegere kerk uit 1564. In 1699 vonden herstelwerkzaamheden plaats. Naast de oude Sint-Niklaaskerk bevindt zich aan de achterzijde een onvoltooide kerk naar ontwerp van de Venetiaanse architect Giuseppe Beati. Van deze kerk werden alleen de apsis en de sacristie afgebouwd. Tussen 1740 en 1800 werd volop aan deze tweede kerk gewerkt, maar als gevolg van de napoleontische oorlogen werden de werkzaamheden onderbroken – en niet meer hervat. Hierdoor vormen oude en onvoltooide kerk vandaag de dag een geheel.
Naast de kerk werd in 1691 een klokkentoren gebouwd in opdracht van Ivan Skarpa. De toren is 55 meter hoog en voor de bouw ervan werden 50.000 dukaten uitgegeven. Hoewel het bouwwerk werd gemaakt in de barokke periode, heeft de klokkentoren kenmerken van zowel de romaanse als renaissance bouwstijlen. De grote klok werd in 1713 geschonken door Andreas Zmajevic, aartsbisschop van Bar. De klok werd gegoten in Venetië en in 1730 geïnstalleerd. Twee kleinere klokken werden daar in 1797 bijgevoegd.

## Fotogalerij

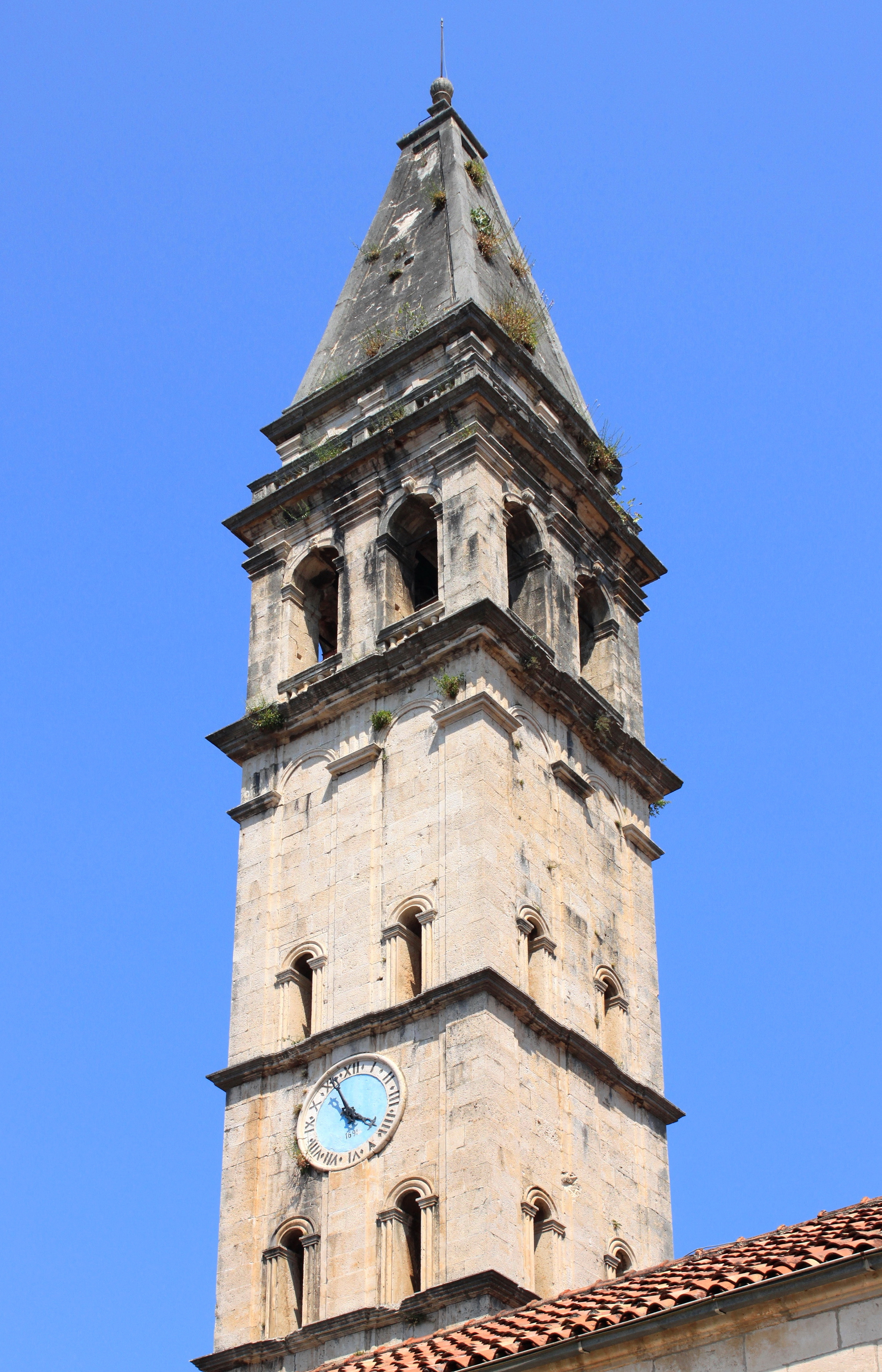
De klokkentoren
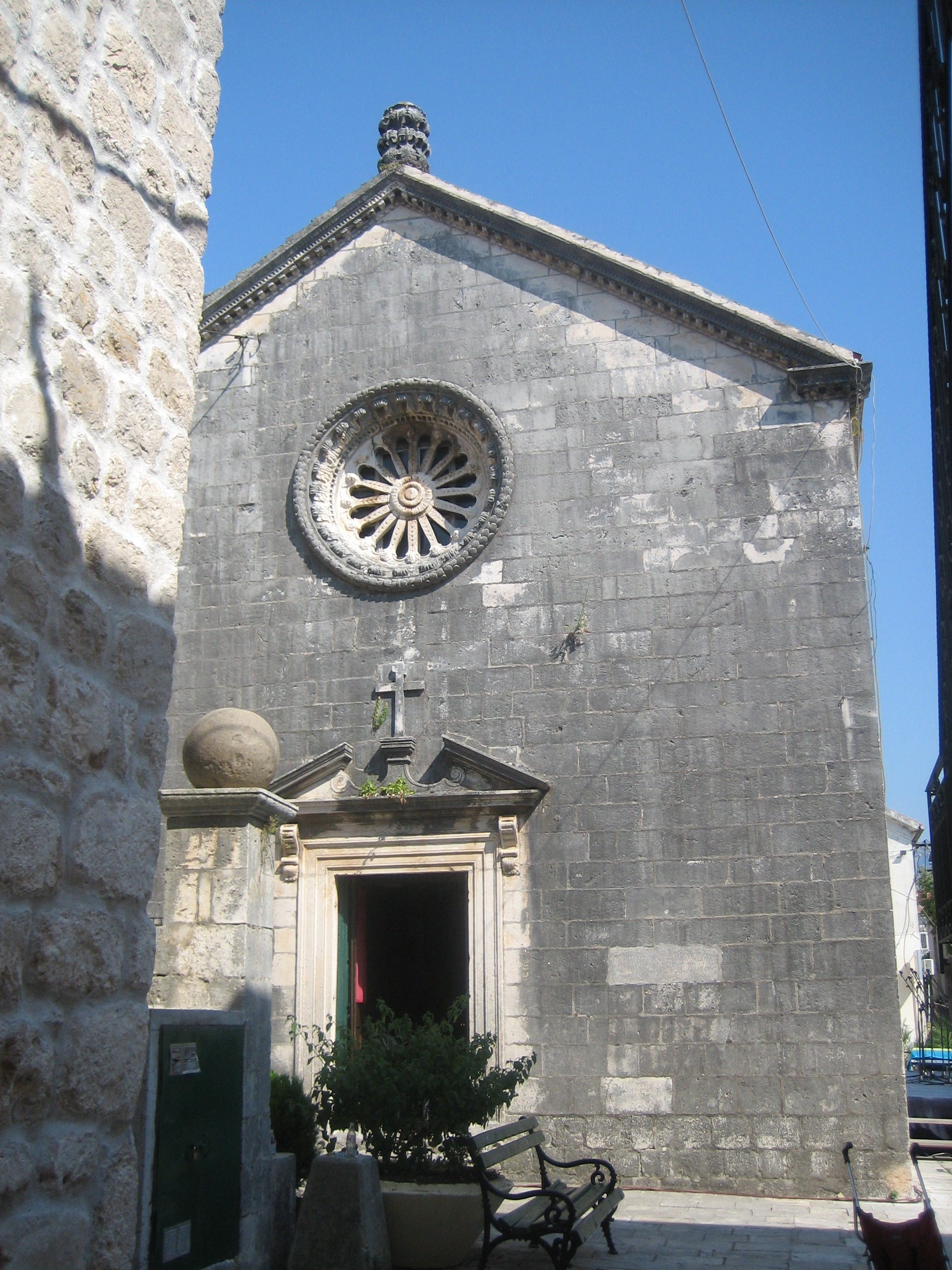
Ingang oude kerk
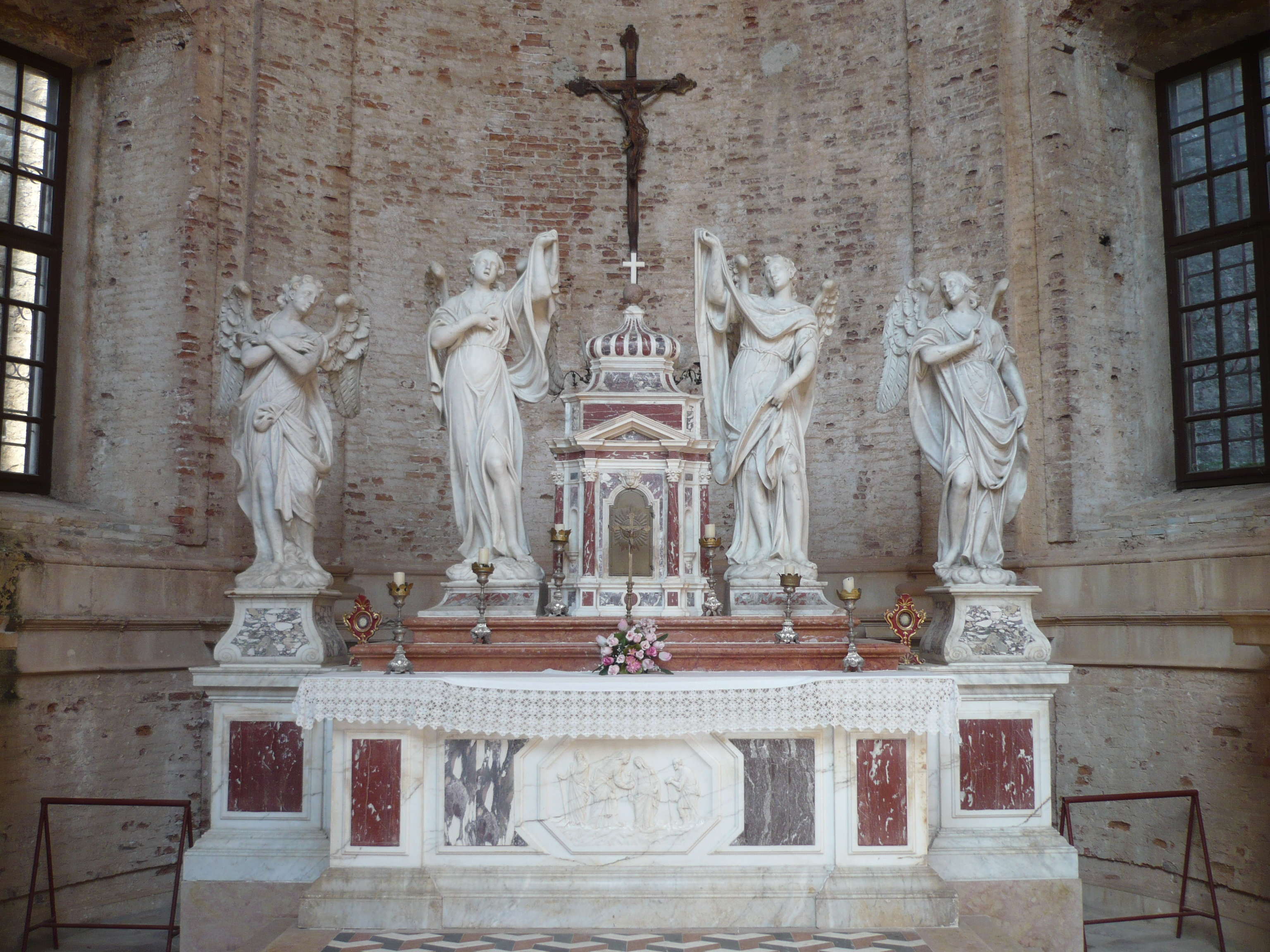
Interieur oude kerk